# ملروز (ويسكونسن)
ملروز (بالإنجليزية: Melrose, Wisconsin)‏ هي قرية تقع في الولايات المتحدة في مقاطعة جاكسون (ويسكونسن). يقدر عدد سكانها بـ 503 نسمة ومساحتها 2.18 كم2 وترتفع عن سطح البحر 232 متر.

## التركيبة السكانية
قام مكتب تعداد الولايات المتحدة بتحديد بيانات التركيبة السكانية لملروز في تعداد الولايات المتحدة. في ما يلي، التركيبة السكانية حسب تعدادي 2000 و2010.

### تعداد عام 2000
بلغ عدد سكان ملروز 529 نسمة بحسب تعداد عام 2000، وبلغ عدد الأسر 218 أسرة وعدد العائلات 139 عائلة مقيمة في القرية. في حين سجلت الكثافة السكانية 670.1 نسمة لكل ميل مربع (258.7/كم2). وبلغ عدد الوحدات السكنية 229 وحدة بمتوسط كثافة قدره 290.1 نسمة لكل ميل مربع (112.0/كم2).
وتوزع التركيب العرقي للقرية بنسبة 99.05% من البيض و 0.19% من سكان جزر المحيط الهادئ و 0.76% من عرقين مختلطين أو أكثر.
بلغ عدد الأسر 218 أسرة كانت نسبة 28.9% منها لديها أطفال تحت سن الثامنة عشر تعيش معهم، وبلغت نسبة الأزواج القاطنين مع بعضهم البعض 53.2% من أصل المجموع الكلي للأسر، ونسبة 8.7% من الأسر كان لديها معيلات من الإناث دون وجود شريك، وكانت نسبة 35.8% من غير العائلات. تألفت نسبة 30.7% من أصل جميع الأسر من أفراد ونسبة 19.7% كانوا يعيش معهم شخص وحيد يبلغ من العمر 65 عاماً فما فوق. وبلغ متوسط حجم الأسرة المعيشية 3.06، أما متوسط حجم العائلات فبلغ 2.43.
بلغ العمر الوسطي للسكان 40 عاماً. وكانت نسبة 25.9% من القاطنين تحت سن الثامنة عشر، وكانت نسبة 5.7% بين الثامنة عشر والأربعة وعشرون عاماً، ونسبة 26.7% كانت واقعةً في الفئة العمرية ما بين الخامسة والعشرون حتى والأربعة وأربعون عاماً، ونسبة 18.5% كانت ما بين الخامسة والأربعون حتى الرابعة والستون، ونسبة 23.3% كانت ضمن فئة الخامسة والستون عاماً فما فوق. يوجد لكل 100 أنثى 98.9 ذكر، ويوجد لكل 100 أنثى في الثامنة عشر من عمرها فما فوق 81.5 ذكر.
بلغ متوسط دخل الأسرة في القرية 37,955 دولار، أما متوسط دخل العائلة فبلغ 45,938 دولار. وكان متوسط دخل الذكور 28,333 دولار مقابل 21,667 دولار للإناث. وسجل دخل الفرد الخاص بالقرية 18,765 دولار.

### تعداد عام 2010
بلغ عدد سكان ملروز 503 نسمة بحسب تعداد عام 2010، وبلغ عدد الأسر 212 أسرة وعدد العائلات 137 عائلة مقيمة في القرية. في حين سجلت الكثافة السكانية 621.0 نسمة لكل ميل مربع (239.8/كم2). وبلغ عدد الوحدات السكنية 250 وحدة بمتوسط كثافة قدره 308.6 لكل ميل مربع (119.2/كم2).
وتوزع التركيب العرقي للقرية بنسبة 97.0% من البيض و 0.2% من الأمريكيين الأصليين و 0.2% من الأمريكيين ذوي الأصول الآسيوية و 0.6% من سكان جزر المحيط الهادئ و 0.2% من الأمريكيين الأفارقة و 0.2% من عرقين مختلطين أو أكثر.
بلغ عدد الأسر 212 أسرة كانت نسبة 30.7% منها لديها أطفال تحت سن الثامنة عشر تعيش معهم، وبلغت نسبة الأزواج القاطنين مع بعضهم البعض 49.5% من أصل المجموع الكلي للأسر، ونسبة 11.3% من الأسر كان لديها معيلات من الإناث دون وجود شريك، بينما كانت نسبة 3.8% من الأسر لديها معيلون من الذكور دون وجود شريكة وكانت نسبة 35.4% من غير العائلات. وبلغ متوسط حجم الأسرة المعيشية 2.93، أما متوسط حجم العائلات فبلغ 2.37.
بلغ العمر الوسطي للسكان 40.6 عاماً. وكانت نسبة 24.7% من القاطنين تحت سن الثامنة عشر، وكانت نسبة 7.7% بين الثامنة عشر والأربعة وعشرون عاماً، ونسبة 23.2% كانت واقعةً في الفئة العمرية ما بين الخامسة والعشرون حتى والأربعة وأربعون عاماً، ونسبة 25.1% كانت ما بين الخامسة والأربعون حتى الرابعة والستون، ونسبة 19.7% كانت ضمن فئة الخامسة والستون عاماً فما فوق. وتوزع التركيب الجنسي للسكان بنسبة 48.5% ذكور و51.5% إناث.